# Closterus promissiramis
Closterus promissiramis är en skalbaggsart som beskrevs av Gilmour 1962. Closterus promissiramis ingår i släktet Closterus och familjen långhorningar.
Artens utbredningsområde är Madagaskar. Inga underarter finns listade i Catalogue of Life.